# Outpost (Computerspiel)
Outpost ist ein Computerspiel aus dem Jahre 1994, das von Sierra On-Line entwickelt und veröffentlicht. Es erschien für Windows 3.1 und Mac OS zunächst auf CD-ROM. Eine Diskettenversion wurde später veröffentlicht. Mit Outpost 2: Geteilte Bestimmung erschien ein lose verwandter Nachfolger.

## Handlung
Nur wenige hundert Menschen können einem Meteoriteneinschlag auf der Erde durch Flucht mit einem Raumschiff entgehen und sich in eine Umlaufbahn um Jupiter retten. Der Spieler muss als Kommandant für die Flüchtlinge eine Kolonie auf einem Planeten ohne atembare Atmosphäre aufbauen.

## Spielprinzip
Vor Beginn der Reise muss die Ladung strategisch geplant werden. Anschließend muss der Landepunkt gewählt werden, wobei Bodenschätze vorab durch eine Sonde geortet wurden. Diese werden anschließend von Minenrobotern abgebaut. Die Planetenoberfläche wird in isometrischer Perspektive dargestellt, wobei Gebäude oberirdisch und vier Stockwerke in den Untergrund gebaut werden. Während anfangs das Überleben der Kolonie im Vordergrund steht, werden im späteren Spielverlauf weitere öffentliche Einrichtung von den Kolonisten verlangt. Werden die Bedürfnisse nicht erfüllt, so wandern die Kolonisten zu einer Rebellensiedlung ab. Spielziel ist ein erfolgreicher Raketenstart eines Raumschiffes zu einem weiteren Planeten.

## Entwicklung
Projektleiter war Bruce Balfour, der zuvor bei der NASA gearbeitet hatte. Es war als strategische Simulation angelegt, die auf aktueller Weltraumforschung zur Sicherung des Überlebens der Menschheit in einer feindlichen Umwelt basierte. Auf außerirdisches Leben wurde dabei bewusst verzichtet. In Handbuch und Strategieführer wurden Funktionen beschrieben, die nicht im Spiel implementiert wurden. Sie basieren auf dem ursprünglichen Designdokument und ihr Redaktionsschluss lag vor der Veröffentlichung des Spiels.

## Rezeption
Optisch und vom Spielprinzip her erinnere es stark an SimCity 2000. Das Handbuch erkläre nur Grundlegendes, sodass Outpost zunächst auf Versuch und Irrtum bei hohem Schwierigkeitsgrad hinauslaufe. In der Diskettenversion wurde ein leichterer Schwierigkeitsgrad nachgereicht, der Rohstoffbeschränkungen entfernt und ein Tutorial hinzufügt. Das Spiel wirke jedoch weiterhin unfertig. Zahlreiche im Vorfeld angekündigten Funktionen wie ein Schienennetz, Verwaltung mehrerer Kolonien oder Handel und Diplomatie mit der Rebellenkolonie fehlen in der Verkaufsversion ebenso wie das Delegieren von Verwaltungsaufgaben an künstliche Intelligenzen. Outpost sei überstürzt veröffentlicht worden. Abläufe in der Kolonie werden dem Spieler nicht offengelegt. Zudem fehlen Konkurrenten. Es sei optisch edel aufgemacht, aber spielerisch langatmig. Die verfrühte Veröffentlichung sei rufschädigend für Sierra. Es gäbe gravierende Versäumnisse im Game-Design. Das im Vorfeld sehr stark beworbene Spiel sei die Enttäuschung des Jahres.
Käufer des Spiels beschwerten sich bei dem Publisher.